# Дмитриев, Парамон Дылгирович
Парамо́н Дылги́рович Дми́триев (1883 — 1958) — бурятский народный сказитель-улигершин.

## Биография
Родился в улусе Ворот-Онгой Балаганского уезда, ныне в Нукутском районе Усть-Ордынского Бурятского округа Иркутской области.
Первые уроки мастерства улигершина он получил в раннем детстве от своего отца, Дылгира Ханхаевича. Парамон, обладая от природы быстрым умом и крепкой памятью, живо запоминал всё рассказанное и пропетое отцом. Уже в подростковом возрасте участвовал в состязаниях улигершинов своей округи и нередко побеждал в них. Бурятский народный эпос «Гэсэр» он впервые услышал из уст другого своего учителя, Жарбахи Малаханова.
Дмитриев в детские и молодые годы выучил множество так называемых «конных» улигеров, а также сказок, легенд, преданий, песен, благопожеланий, пословиц, поговорок и загадок. Как и все великие улигершины, Дмитриев держал в памяти несколько сотен тысяч стихотворных форм. Исполняя улигеры, он демонстрировал и немалые артистические способности, имел хороший голос.
В 1950-х годах фольклористом Д. Д. Хилтухиным с уст Парамона Дмитриева были записаны множество улигеров, легенд, в том числе и унгинский вариант эпоса «Гэсэр», который был издан в 1953 году. Это поставило Дмитриева в один ряд с другими знаменитыми гэсэршинами, которые сохранили и передали будущим поколениям этот великий эпос.
Дмитриев знал наизусть 200—250 тысяч стихов из устно-поэтического творчества бурят. В 1954 году исследователь В. И. Золхоев составил «Список улигеров, которые знает сказитель Д. Д. Дмитриев», куда вошли только 18 крупных. Из них: 
- Гэсэр
- Элэнтэ Тархи хаани Эрхэн нюдэн хубуун
- Анзаари мэргэн хаан
- hoхор Богдо хаан
- Нарин Ногоон Намажа хаан
- Арнай Гэрдэ мэргэн
- Суута долоон Хулагшад